# Bistum Ipameri
Das Bistum Ipameri (lat.: Dioecesis Ipameriensis) ist eine in Brasilien gelegene römisch-katholische Diözese mit Sitz in Ipameri im Bundesstaat Goiás.

## Geschichte
Das Bistum Ipameri wurde am 11. Oktober 1966 durch Papst Paul VI. mit der Apostolischen Konstitution De animorum aus Gebietsabtretungen des Erzbistums Goiânia errichtet und diesem als Suffraganbistum unterstellt. Am 29. März 1989 gab das Bistum Ipameri Teile seines Territoriums zur Gründung des mit der Apostolischen Konstitution Pastoralis prudentia errichteten Bistums Luziânia ab.

## Bischöfe von Ipameri
- Gilberto Pereira Lopes, 1966–1975, dann Koadjutorerzbischof von Campinas
- Antônio Ribeiro de Oliveira, 1975–1985, dann Erzbischof von Goiânia
- Tarcísio Sebastião Batista Lopes OFMCap, 1986–1998
- Guilherme Antônio Werlang MSF, 1999–2018, dann Bischof von Lages
- José Francisco Rodrigues do Rêgo, seit 2019